# Загребачка жупанија (бивша)
Загребачка жупанија (лат. Comitatus Zagrabiensis; мађ. Zágráb vármegye) била је жупанија средњовековне Бановине Славоније у Краљевини Угарској, а потом је у континуитету наставила да постоји све до времена нововековне Краљевине Хрватске и Славоније у Аустроугарској монархији. Средиште жупаније био је град Загреб.

## Географија
Загребачка жупанија граничила је с аустријским земљама Штајерском, Крањском, те Босном и Херцеговином која је била под заједничком аустроугарском управом. Усто, граничила је и са жупанијама Бјеловарско-крижевачком, Вараждинском, Пожешком и Модрушко-ријечком унутар Краљевине Хрватске и Славоније. Око 1910. године, површина жупаније износила је 7.210 km².

## Историја
Током средњовековног раздобља, Загребачка жупанија је припадала средњовековној Бановини Славонији у саставу Краљевини Угарској. Сматра се да је основана током 12. века, а потом је у 14. веку проширена прикључењем старе Горске жупаније. Наставила је да постоји у континуитету и за време хабзбуршке власти. У периоду од 15. до 17. века често је страдала од упада османске војске, а најисточнији и југоисточни делови жупаније потпали су средином 16. века под османску власт. Та подручја су ослобођена за време Бечког рата (1683-1699).
Током 18. века, Загребачка жупанија је почела убрзано да се развија, а 17. јула 1759. године, царица и краљица Марија Терезија потврдила јој је грб и печатњак. Југозападне делове је привремено изгубила 1776. године, када је на тим просторима створена нова Северинска жупанија, која је након десетак година враћена у састав Загребачке жупаније.
По слову Шенбрунског мира (1809) изгубила је читаву јужну половину територије, која јој је враћена тек 1822. године. Крајњи југозападни део територије је коначно изгубила 1849. године, стварањем нове Ријечке жупаније.
Средином 1873. године извршено је развојачење свих сектора хрватске и славонске војне крајине, али те области нису одмах прикључене Краљевини Хрватској и Славонији, већ су добиле посебну земаљску управу, која се делила на шест крајишких окружја, међу којима је било и посебно Банијско окружје. Тек 1881. године, сва крајишка окружја прикључена су Краљевини Хрватској и Славонији, која је тиме добила границу на рекама Уни и Сави. У оквирима проширене Краљевине, прикључена окружја наставила су да постоје све до 1886. годинне, када је жупанијско уређење протегнуто и на те просторе, тако да је Банијско окружје укључено у састав Загребачке жупаније, која је тиме добила свој пуни територијални опсег.
Такво стање трајало је до 1918. године, када је Хрватски сабор раскинуо државно-правне везе с Аустријом и Угарском. Наставила је да постоји као административна јединица све до увођења нове обласне организације (1921-1924), када је ушла у састав Загребачке области.

## Становништво
Према попису из 1910, жупанија је бројала 594 052 становника, а према језицима било подељено на следећи начин:
- Хрватски језик: 445 870
- Српски језик: 122 588
- Мађарски језик: 6 068
- Немачки језик: 6 016

## Административна подела
Почетком 20. века, Загребачка жупанија била је подељена на следеће котареве:
| Котареви            | Котареви            |
| Котар               | Средиште            |
| ------------------- | ------------------- |
| Дуго Село           | Дуго Село           |
| Двор                | Двор                |
| Глина               | Глина               |
| Јаска               | Јаска, Јастребарско |
| Карловац            | Карловац            |
| Костајница          | Костајница          |
| Велика Горица       | Велика Горица       |
| Петриња             | Петриња             |
| Писаровина          | Писаровина          |
| Самобор             | Самобор             |
| Стубица             | Доња Стубица        |
| Свети Иван Зелина   | Свети Иван Зелина   |
| Сисак               | Сисак               |
| Топуско             | Топуско             |
| Загреб              | Загреб              |
| Жупанијски град     |                     |
| Загреб              |                     |
| Муниципални градови |                     |
| Карловац            |                     |
| Петриња             |                     |
| Сисак               |                     |